# Sueras
Sueras (en valenciano y cooficialmente Suera) es un municipio de la provincia de Castellón en la Comunidad Valenciana, España. Perteneciente a la comarca de la Plana Baja.

## Geografía
El término municipal de Sueras presenta un relieve montañoso ya que se encuentra en las últimas estribaciones de la sierra de Espadán, con el descenso progresivo de alturas y dureza del relieve en tránsito hacia la Plana. Este relieve tiene una clara influencia en el paisaje que se puede observar en la localidad, en la cual se puede disfrutar de importantes extensiones de bosques de pinos y alcornoques. El paisaje del pueblo también se encuentra salpicado de cultivos de secano y regadío. El cultivo de secano se asienta sobre el terreno de forma aterrazada mediante los abancalamientos que han ido realizando sus habitantes a lo largo de los años. Los cultivos de regadío son posibles gracias a las numerosas fuentes existentes en el término municipal que son canalizadas mediante acequias.
Se accede a esta localidad desde Castellón tomando la CV-10, luego la CV-20 para acceder a la CV-223 y finalmente a la CV-205.

### Localidades limítrofes
El término municipal de Sueras limita con las siguientes localidades:
| Noroeste: Ayódar        | Norte: Ayódar, Fanzara | Noreste: Fanzara |
| Oeste: Villamalur       |                        | Este: Tales      |
| Suroeste Alcudia de Veo | Sur: Alcudia de Veo    | Sureste: Tales   |

## Historia
Sueras Alta (aldea) y Sueras Baja (municipio) tienen su origen en diversos poblados árabes, unidos tras la conquista cristiana. El rey Jaime I donó el valle, en 1260, a Pedro I de Ayerbe, uno de los hijos habidos con esposa Teresa Gil de Vidaurre, y le otorgó algunas franquicias. Después el señorío pertenecería a los duques de Medinaceli. En 1609, tras la expulsión de los moriscos permaneció despoblado hasta el año 1611. A pesar de que en esta fecha llegaron algunos repobladores, su auge demográfico se produce en el siglo XVIII (567 habitantes en 1787). Su población continuaría creciendo hasta alcanzar los 1206 habitantes en 1910. Entrado el siglo XX, comenzaría su regresión demográfica hasta llegar a los 565 habitantes en el censo de 1994.

## Demografía
Sueras cuenta con una población de 573 habitantes (INE 2024).
| Gráfica de evolución demográfica de Sueras entre 1842 y 2021 |
| |
| Población de derecho según los censos de población del INE Población de hecho según los censos de población del INEEn este censo se denominaba Suera Alta y Baja: 1842. En estos censos se denominaba Sueras: 1857, 1860, 1877, 1887, 1897, 1900, 1910, 1920, 1930, 1940, 1950, 1960, 1970, 1981 y 1991. |

| 1990 | 1992 | 1994 | 1996 | 1998 | 2000 | 2002 | 2004 | 2006 | 2008 | 2018 |
| ---- | ---- | ---- | ---- | ---- | ---- | ---- | ---- | ---- | ---- | ---- |
| 523  | 592  | 565  | 568  | 548  | 547  | 579  | 573  | 592  | 643  | 520  |

## Economía
Basada tradicionalmente en la agricultura que va a mejorar a partir del siglo XIX gracias a la extracción de agua del subsuelo para riego hoy tiene un papel secundario, ya que gran parte de la población se desplaza a trabajar en las industrias de Onda.

## Administración
|           | 2023  | 2023   | 2023       | 2019  | 2019   | 2019       | 2015  | 2015   | 2015       | 2011  | 2011   | 2011       | 2007  | 2007   | 2007       |
| Partido   | Votos | %      | Concejales | Votos | %      | Concejales | Votos | %      | Concejales | Votos | %      | Concejales | Votos | %      | Concejales |
| PSPV-PSOE | 172   | 43,11% | 3          | 191   | 52,19% | 4          | 161   | 42,48% | 3          | 272   | 62,39% | 4          | 209   | 45.93  | 4          |
| PP-CV     | 89    | 34,59% | 1          | 96    | 26,23% | 2          | 105   | 27,70% | 2          | 164   | 37,61% | 3          | 149   | 32,75% | 2          |
| Compromís | 138   | 22,31% | 3          | 79    | 21,58% | 1          | 113   | 29,82% | 2          |       |        |            |       |        |            |
| CdS       |       |        |            |       |        |            |       |        |            |       |        |            | 97    | 21,32% | 1          |

| Periodo   | Nombre                      | Partido   |
| --------- | --------------------------- | --------- |
| 1979-1983 | Ernesto Macian Tomás        | UCD       |
| 1983-1987 | Ernesto Macian Tomás        | PDL       |
| 1987-1991 | Joaquim Miquel Estall Poles | CDS       |
| 1991-1995 | Joaquim Miquel Estall Poles | CDS       |
| 1995-1999 | Joaquim Miquel Estall Poles | CDS       |
| 1999-2003 | Joaquim Miquel Estall Poles | CDS       |
| 2003-2007 | José Montoliu Calatayud     | PP        |
| 2007-2011 | Josep P. Martí García       | PSPV-PSOE |
| 2011-2015 | Josep P. Martí García       | PSPV-PSOE |
| 2015-2019 | Josep P. Martí García       | PSPV-PSOE |
| 2019-2023 | Josep P. Martí García       | PSPV-PSOE |
| 2023-act. | Josep P. Martí García       | PSPV-PSOE |

## Patrimonio

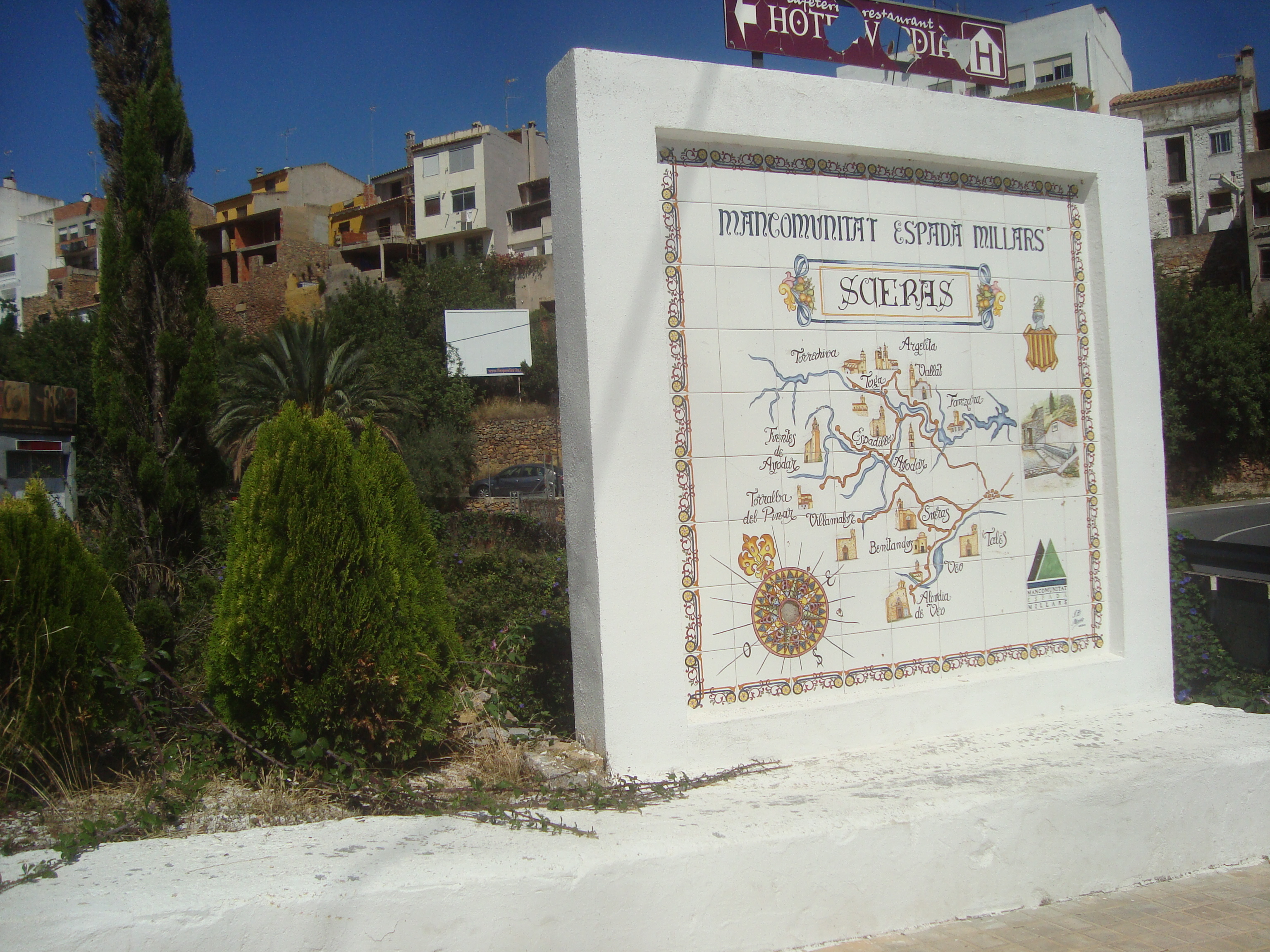
Sueras, Mancomunidad Espadán-Mijares.

### Monumentos religiosos
- Iglesia parroquial de Ntra. Sra. de la Asunción. Templo que presenta una dimensiones espectaculares dado lo reducido del núcleo urbano. Conserva frescos de Joaquín Oliet y un mural cerámico en la fachada de Manuel Safont. Se construyó en el siglo XVIII.
- Ermita del Santísimo Cristo de la Clemencia.

### Monumentos civiles

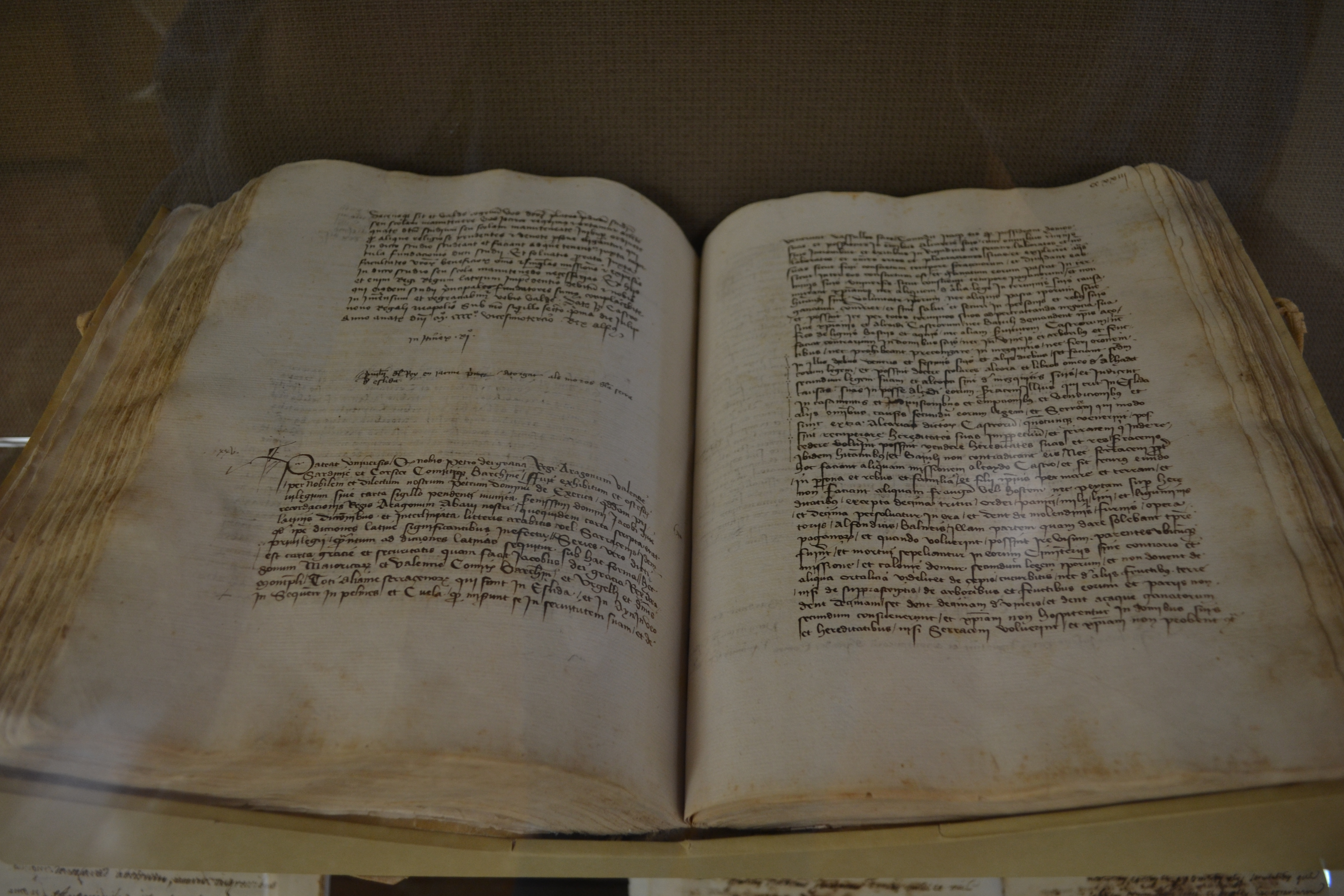
Carta de seguridad y poblamiento de Jaime I a los musulmanes de la sierra de Eslida y lugares de Aín, Veo, Senguer, Palmes y Sueras.

- Castillo de Mauz. De origen árabe. Fue construido en el siglo XII. Está situado en la cúspide del cerro Suera Alta a una altitud de 582 m. El castillo se encuentra en ruinas, pero su silueta recortada abruptamente es una de las más llamativas de los castillos de Espadán. Aún se aprecian grandes lienzos de murallas y la parte inferior de lo que debió ser la torre mayor. Castillo asociado a cuatro alquerías musulmanas a las cuales daba protección y que, tras la conquista, fueron agrupadas en un único núcleo urbano, la actual Sueras. El castillo recibe este nombre, pero en la época islámica era conocido como de Mauz.
- Despoblado de Castro. Restos de un antiguo asentamiento de origen medieval. En el lugar también se han encontrado restos de cerámica medieval.
- Despoblado de Sueras Alta. Restos de un antiguo poblado de origen medieval. Conserva buena parte de sus estructuras, casas, molinos y calles, lo cual hace muy atractiva su visita. Asimismo también se han encontrado restos de cerámica medieval.

### Patrimonio natural

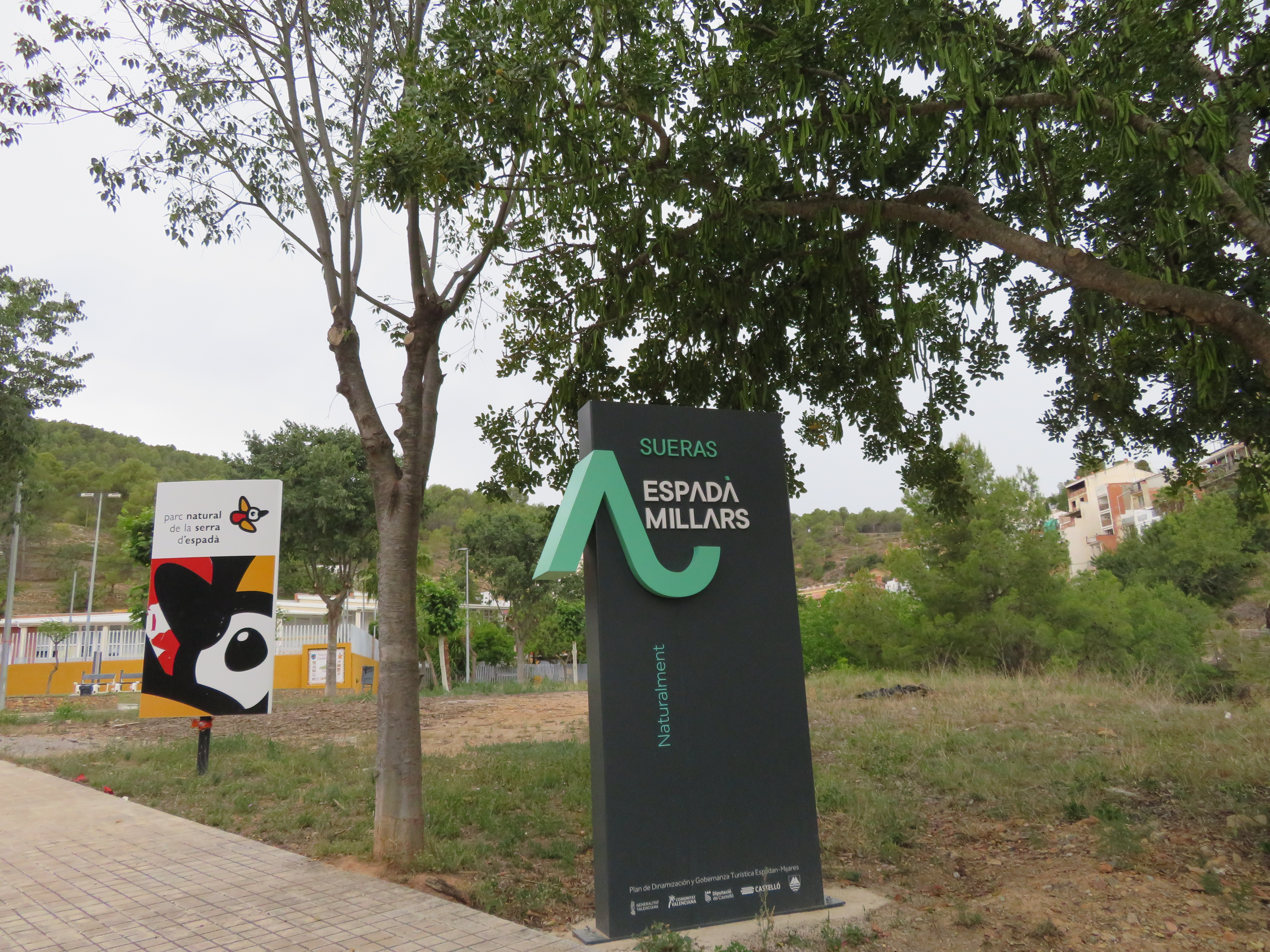
Sueras, municipio perteneciente a la Mancomunidad Espadán-Mijares (Castellón).

- Sueras, municipio perteneciente a la Mancomunidad Espadán-Mijares (Castellón).Paraje natural de la Fuente de Castro. Espectacular fuente tanto por la cantidad de caños (16) como por el caudal abundante de los mismos. Es una de las fuentes más visitadas por la gente de la sierra de Espadán dada la calidad de sus aguas.
- Fuente Bocamina. Actualmente sus aguas suministran al pueblo.
- Fuente del Avellano. Fuente cuyas aguas poseen gran calidad. Se encuentran localizada en un bello enclave del barranco de Castro.

Además del resto de fuentes citadas, encontramos otras como las del Río, Ullals y Atalaya.
- Olivo del Algepsar. Magnífico ejemplar de 500 años de edad. Situado en la partida del mismo nombre. El diámetro de su copa es de entre 10 y 11 metros. Aunque está en su plena madurez ornamental, su estado de conservación es óptimo.

## Fiestas
- San Antonio Abad. Se celebra el día 17 de enero, se realiza una procesión en la que se reparte un rollo típico de San Antonio y se bendicen los animales. También se realizan hogueras.
- San Blas. Se celebra el día 3 de febrero en honor a su patrón, los quintos realizan toros, baile y procesión.
- Fiestas del Santísimo Sacramento y Cristo de la Clemencia. Se celebran durante la semana del cuarto domingo de octubre. El lunes de fiestas se realiza la tradicional bajada del Cristo en romería que concentra al vecindario.
- Fiestas de verano. Fiestas honor a la Virgen de la Asunción durante la semana del 15 de agosto. Se organizan bailes, toros y actos culturales. Están los representantes de las fiestas es decir las peñas.

- El día 18 de diciembre se celebra “Suera, un poble al carrer”. Un fiesta que recupera las antiguas profesiones, su cultura, sus representaciones y sus exposiciones para que los visitantes y ciudadanos de Suera puedan disfrutar en el presente de cómo era su pasado en Suera.

## Gastronomía
Entre los platos típicos de la población destacan la típica olla de pueblo, las chuletas a la brasa, la paella valenciana de interior y los deliciosos buñuelos y "orelletes".